# Naomi

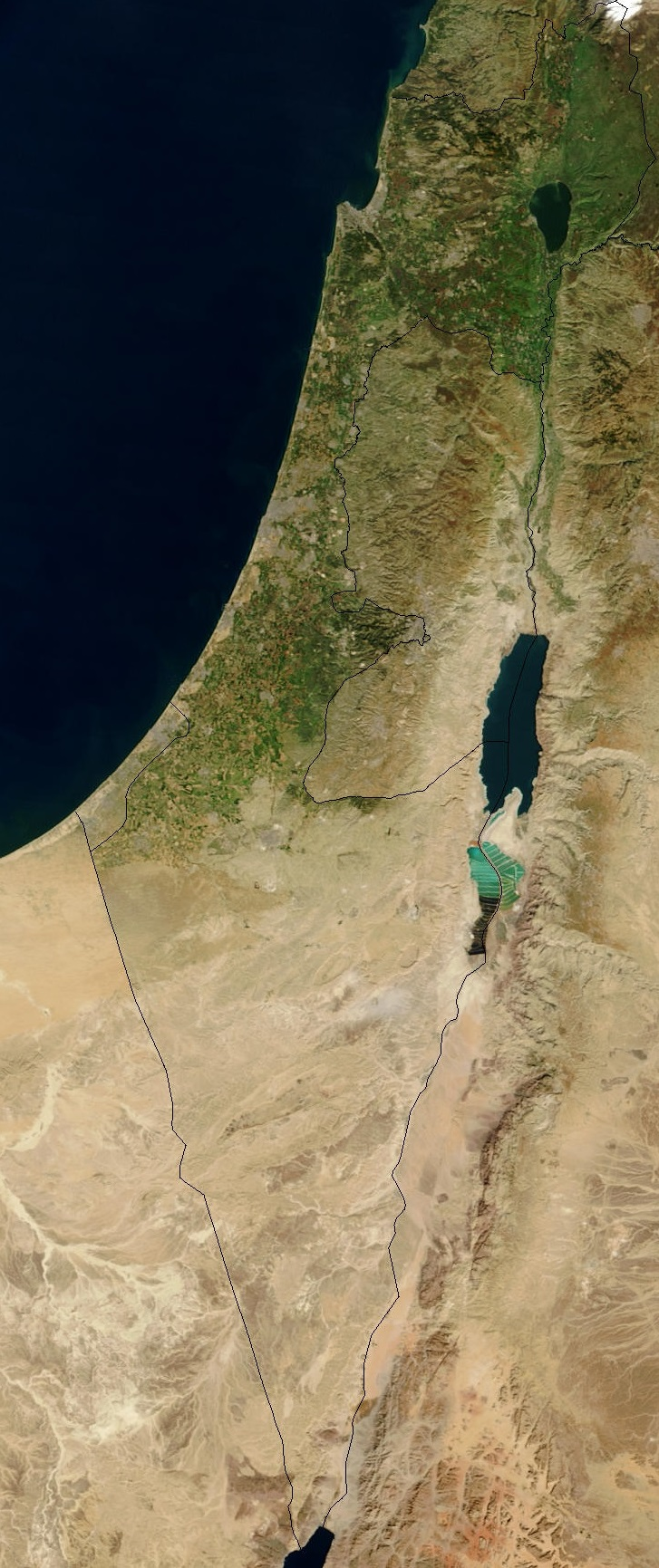
Israel incl. Judea

Naomi (Hebreeuws: נָעֳמִי) is een Hebreeuwse naam en betekent mijn lieflijke. De persoon Naomi komt voor in het Oude Testament in het Bijbelboek Ruth.

## Vorm
De verschillende vormen van de naam (Naomi, Noömi, Noémi) zijn terug te leiden op de oorspronkelijke vorm in het Hebreeuws, נָעֳמִי. De eerste klinker ◌ָ is een kamats (of qameṣ), die meestal klinkt als ā (bijv. in כָּ֫לֵב kā́lēḇ ‘Kaleb’). In grofweg twee gevallen klinkt deze klinker echter als een o: in een onbeklemtoonde gesloten lettergreep (zoals in חָכְמָה ḥoḵmā́ ‘wijsheid’, vgl. goochem en עָרְפָּה ʿorpā́ ‘Orpa’) of voor een chataf kamats (of qameṣ ḥaṭuf, ◌◌ְָ), een zeer korte of vluchtige variant van de kamats die altijd klinkt als een korte o, zoals in dit geval. De traditionele uitspraak van deze naam is dus /Noʿŏmí/.
De keelklank die wordt geschreven met ayin is niet alleen vreemd voor het Nederlands, maar ook voor het Grieks. In de Septuagint wordt een epsilon gebruikt om de klank te benaderen: Νωεμειν Nōemein. Deze variant is via de Vulgaat terechtgekomen in o.a. de Franse versie van deze naam: Noémi.

## Hongersnood
Naomi is getrouwd met Elimelech en heeft twee zonen: Machlon en Kiljon. Zij trokken als gezin vanuit Judea naar Moab omdat er in Judea een hongersnood was. De beide zonen huwen een Moabitische vrouw, Ruth en Orpa. In de loop van een tiental jaren komen Elimelech en de zonen te overlijden, en blijft Naomi met haar beide schoondochters alleen achter.

## Terug naar Judea
Als de hongersnood in Judea voorbij is besluit Naomi terug te gaan naar haar vaderland. Ze staat erop dat haar schoondochters in Moab blijven, maar Ruth wil bij Naomi blijven. Naomi vindt dat ze haar naam geen eer aandoet en dat ze beter Mara, dat bitter betekent, had kunnen heten.

## Aren lezen
Bij heet oogsten van graan blijft er altijd wel wat liggen. Dit is niet voor de landeigenaar maar voor de armen. Ruth besluit dan ook om op de akker van Boaz achtergebleven aren op te lezen. Boaz heeft grote bewondering voor Ruth, die haar schoonmoeder niet in de steek liet, en hij behandelt Ruth als een gast. Naomi weet dat Boaz een neef is van Elimelech. Hij is daarom, na het kinderloos overlijden van Ruths man, aangewezen om met Ruth te trouwen. Uit dit huwelijk wordt een zoon geboren en uit de verdere lijn wordt uiteindelijk koning David geboren (en uit die lijn weer Jezus Christus).

## Wet van Mozes
Dat achtergebleven aren voor de armen zijn, is geregeld in Deuteronomium 24:19.
In Deuteronomium 25:5-6 staat het zwagerhuwelijk beschreven. Als een man kinderloos overlijdt, dan moet zijn broer bij de weduwe een kind verwekken. In het boek Ruth is deze verplichting uitgebreid Boaz, geen broer maar een verre neef.
In het verhaal komt nog een man voor die meer verwant is met Elimelech dan Boaz. Deze man - wiens naam niet genoemd wordt - is dus de eerstaangewezene om met Ruth te trouwen, maar hij weigert dat. Hij geeft dat aan door zijn schoen uit te trekken, wat beschreven is in Deuteronomium 25:7-9. 